# Кыш, Тевфик
Тевфик Кыш (тур. Tevfik Kış, 10 августа 1934 — 4 сентября 2019) — турецкий борец греко-римского стиля, чемпион Олимпийских игр (1960).
Тевфик Кыш родился в 1934 году в Каргы ила Чорум. Борьбой начал заниматься с 1956 года. В 1960 году он завоевал золотую медаль Олимпийских игр, в 1962 и 1963 годах становился чемпионом мира. В 1966 году Тевфик Кыш стал чемпионом Европы и завоевал серебряную медаль чемпионата мира. Он выступил на Олимпийских играх 1968 года, но неудачно, после чего решил завершить спортивную карьеру.